# ساندرو غاوتشو
ساندرو غاوتشو هو لاعب كرة قدم برازيلي في مركز الوسط، ولد في 19 مايو 1974 في Restinga Seca ‏ في البرازيل. لعب مع غريميو بورتو أليغرينزي ونادي بيرا مار ونادي بيلينينسش ونادي صنعت نفط عبادان ونادي فولاد خوزستان.

## وصلات خارجية
- ساندرو غاوتشو على موقع قاعدة بيانات كرة القدم.إي يو (الإنجليزية)